# Pine Hill, New York
Pine Hill är en ort i Ulster County i delstaten New York, USA.